# サイケデリックアナライシス
『サイケデリックアナライシス』は、2007年3月28日に発売されたムックの2枚目のライブ・アルバム。当初は全20曲と告知されていたが、制作の都合で3曲カットされた。未収録となった「名も無き夢」「大嫌い」「G.M.C」の3曲は、本アルバムの発売と同日に各配信サービスで販売された（なお、現在は販売されていない）。

## 収録曲
1. レイブサーカス
2. 極彩
3. 嘆きの鐘
4. どしゃぶりの勝者
5. キンセンカ
6. ガーベラ
7. 月光
8. パノラマ
9. リスキードライブ
10. ディーオージー
11. 心色
12. レイブサーカス part2
13. 25時の憂鬱
14. ホリゾント
15. 流星
16. 謡声（ウタゴエ）
17. 優しい歌